# Teucholabis (Teucholabis) nigropostica
Teucholabis (Teucholabis) nigropostica is een tweevleugelige uit de familie steltmuggen (Limoniidae). De soort komt voor in het Neotropisch gebied.